# Хаві Лара
Хаві Лара (ісп. Javi Lara, нар. 4 грудня 1985, Монторо) — іспанський футболіст, півзахисник клубу «Алькоркон».

## Ігрова кар'єра
Народився 4 грудня 1985 року в місті Монторо. Вихованець футбольної школи клубу «Кордова». З сезону 2003/04 виступав за резервну команду в Терсері, після чого грав на правах оренди за клуби Сегунди Б «Вільянуева», «Реал Уніон» та «Есіха».
У сезоні 2007/08 Лара грав за резервну команду «Альмерії» у Терсері, після чого грав рік у іншій команді цього дивізіону, «Алькалі».
20 липня 2009 року він підписав дворічний контракт з клубом «Ельче» з Сегунди, але у другому дивізіоні Лара закріпитись не зумів і наступного року був відданий в оренду до «Алькояно».
2011 року Хаві недовго грав за фарм-клуб «Валенсія Месталья» у Терсері, після чого грав за команди Сегунди Б «Лусена» та «Алькояно», а у сезоні 2012/13 представляв клуб «Понферрадіна» з Сегунди.
24 червня 2014 року він перейшов до «Ейбара», новачка Ла Ліги. Він дебютував у вищому дивізіоні Іспанії 24 серпня 2014 року, вийшовши в стартовому складі та забивши єдиний гол (який також став першим голом клубу в історії турніру) зі штрафного в грі проти «Реал Сосьєдада». Загалом за сезон 2014/15 він зіграв 31 матч чемпіонату і допоміг команді зберегти прописку в еліті.
17 липня 2015 року Лара став гравцем клубу індійської Суперліги «Атлетіко» (Колката), де головним тренером був його співвітчизник Антоніо Лопес Абас. Лара до листопада зіграв 6 ігор і забив 1 гол, після чого отримав травму і достроково покинув команду, а першу половину наступного року провів на батьківщині у «Тенерифе» з Сегунди. Перед початком нового розіграшу індійської Суперліги у серпні повернувся до «Атлетіко» (Колката) і допоміг команді виграти чемпіонат, забивши 3 голи у 17 іграх.
10 січня 2017 року Лара повернувся до рідної «Кордови», де виступав до кінця сезони 2018/19, поки команда не вилетіла з Сегунди, після чого став гравцем клубу «Ібіса». Відіграв за клуб з Ібіси наступні три сезони своєї ігрової кар'єри. Більшість часу, проведеного у складі «Ібіси», був основним гравцем команди.
До складу клубу «Алькоркон» приєднався 4 липня 2022 року. Станом на 22 вересня 2022 року відіграв за клуб з Алькоркона 4 матчі в національному чемпіонаті.

## Титули і досягнення
- Переможець Індійської Суперліги (1):

«Атлетіко» (Колката): 2016